# Маліку II
Маліку II (д/н — 70/71) — цар Набатеї в 40—70/71 роках.

## Життєпис
Був старшим сином царя Арети IV та його першої дружини Хулду. У 40 році після смерті батька стає царем. Незабаром після вступу на престол Маліку II його царство внаслідок дій імператора Клавдія знову стало межувати з Юдейською державою. Водночас змушений остаточно відмовитися від прав на місто Дамаск. Був одружений зі зведеною сестрою Шукайлат II (донькою Арети IV і його дружини Шукайлат I).
Джерела не зберегли до наших днів будь-яких відомостей про взаємини Маліку II з юдейським царем Іродом Агріппою I. У 44 році останній помер і всю його державу була включено до римської провінції Сирія, після чого Маліку II знову змушений був безпосередньо взаємодіяти з римською адміністрацією, продовжуючи визнавати зверхність Римської імперії.
Переніс столицю до Босри. У 50-х роках Набатейське царство втратило землі на півночі Зайордання, міста біля пустелі Негев були зруйновані внаслідок нападів кочових племен самудян і сафатенців, що підірвало панування Маліку II в Негеві і повністю перервало торгівлю через Газу. Тому торгівля перемістилися до порту Аль-Латт. таким чином торгівля спеціями і прянощами з південної Аравії продовжила приносити прибуток набатейському цареві.
У період Першої Юдейської війни Маліку II виступав в якості союзника римлян, надаючи їм допоміжні війська. Йосип Флавій оповідає, що в поході Веспасіана на Єрусалим в 67 році брали участь надіслані набатейським царем 1000 вершників і 5000 піхоти (здебільшого лучників). Римський історик Тацит згадує про допоміжні війська Маліку II в армії Тіта при облозі Єрусалиму на початку 70 року.
Маліку II помер в 70/71 році, передавши престол своєму синові Раббелю II під регентством дружини Шукайлат II.

## Родина
Дружина — Шукайлат II
Діти:
- Раббель II Сотер, останній цар Набатеї
- Гамалат, дружина Раббеля II
- Шаудат
- Хагару